# Ochtrup
Ochtrup ist eine Stadt im nordwestlichen Münsterland (Nordrhein-Westfalen) im Grenzgebiet zu Niedersachsen und den Niederlanden.

## Stadtgliederung

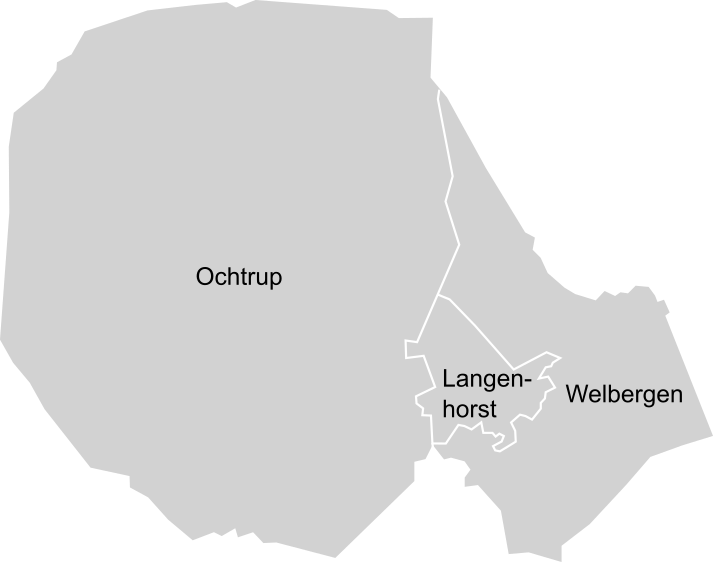
Ortsteile von Ochtrup

Ochtrup besteht heute aus der Stadt, drei großen Bauerschaften und zwei weiteren Dörfern.
| - Ochtrup - Stadtgebiet - Oster (Bauerschaft, nordöstlich der Stadt) - Wester (Bauerschaft, nordwestlich) - Weiner (Bauerschaft, südlich) | - Langenhorst - Felderhook - Teupenhook | - Welbergen - Bökerhook - Schweringhook - Brink - Mohringhook - Lütkefeld |

## Geschichte
Archäologische Funde belegen, dass die Region Ochtrup, Langenhorst und Welbergen schon in der Jungsteinzeit besiedelt war. Auch eine altsächsische Besitznahme gilt als gesichert.

### Mittelalter und Frühe Neuzeit

Stüwwenkopp

Erstmals erwähnt wurde „Ohtepe“ (das östliche Epe oder Ostepe) im Jahre 1143 in einer Stiftsurkunde des Klosters Clarholz. Als Pfarrei wird der Ort 1203 zum ersten Mal genannt. Der Ort besaß schon in fränkischer Zeit eine Taufkirche und bildete mit der Wester-, Oster- und Weinerbauerschaft ein Kirchspiel. In den Jahren 1593/94 erhielt Ochtrup eine Stadtbefestigung mit Wall, breitem Graben und drei Stadttoren. Im Jahre 1597 erhielt Ochtrup die Marktrechte. Außerdem wurde Ochtrup in den Rang eines sogenannten „Wigbolds“ erhoben. Die Stadtbefestigung bot jedoch keinen sicheren Schutz: 1595 und 1598 wurde Ochtrup von den Spaniern gebrandschatzt. Aber nicht nur der Spanisch-Niederländische Erbfolgekrieg, die Züge Bernhards von Galen und der Dreißigjährige Krieg von 1618 bis 1648 haben den Ortskern schwer in Mitleidenschaft gezogen. Erst um 1820 wurden die Stadttore abgebrochen und um die Jahrhundertwende wurden die Wälle abgetragen und als Grünanlage gestaltet. Heute erinnern daran die Straßennamen Nordwall, Ostwall und Westwall. Am Westwall ist ein Grund- oder Überfallwehr erhalten geblieben, dieser Wasserbär wird Stüwwenkopp genannt.
Die „Pottbäckerei“ ist so alt wie Ochtrup. Das beweisen die vorgefundenen Tongefäße (Urnen) deren Alter von der Fachwissenschaft auf 3000 Jahre geschätzt wird. Als selbständige handwerkliche Beschäftigung, unabhängig von der bis dahin gepflogenen, ausschließlichen Anfertigung irdener Gefäße für den eigenen Hausgebrauch, trat sie erst in die Erscheinung, als ein großer Teil der im Dorfe siedelnden Ackerbürger die „Pöttkerei“ erwerbsmäßig zu betreiben anfing, und mit angefertigten Tonwaren zu handeln. Die „Pottbäckerei“ blühte auf. Der Ochtruper Pöttker war ein gern gesehener Handelsmann und Ochtrup wurde das „Pottbäckerland“. Hergestellt und zum Verkauf angeboten wurden irdene Näpfe, Knabbelkümpe, Teller, Schüsseln, Ölkruken und Ölkännchen, besonders aber der Siebenöhrige und die berühmt gewordene Ochtruper Nachtigall, ein Kinderspielzeug. Wie im alten Wigbold des 17. und 18. Jahrhunderts beinahe in jedem Hause oder hinter ihm in einem kleinen Anbau eine Töpferei zu finden war, so ist auch das Straßenbild jener Zeit der Ochtruper Kiepenkerl mit voll bepackter Kiepe, gestiefelt und wetterfest gekleidet, im blauen Kittel einher schreitend, nicht wegzudenken. Er war im ganzen Münsterland bekannt bis tief ins Hannoversche und Holländische. Um 1800 bestanden noch weit über 20 Töpfereien in Ochtrup.

### 19. und 20. Jahrhundert
Nach Jahrhunderten der Zugehörigkeit zum Hochstift Münster fiel Ochtrup infolge des Reichsdeputationshauptschlusses 1803 an die kurzlebige Grafschaft Salm-Horstmar. Diese Grafschaft wurde bereits 1806 mediatisiert und dem neuen Großherzogtum Berg zugeschlagen. Im Großherzogtum Berg gehörte Ochtrup von 1806 bis 1808 zum Arrondissement Steinfurt und von 1808 bis 1811 zum Arrondissement Coesfeld. Ab dem 27. April 1811 stand Ochtrup zwei Jahre unter französischer Herrschaft und gehörte zum Département Lippe. 1813 wurde Ochtrup preußisch.
Mit dem 19. Jahrhundert hielt die Baumwollweberei ihren Einzug. So gab es um 1850 an die 500 Hausweber im Ort und den angrenzenden Bauerschaften. Diese waren abhängig von einzelnen Unternehmen, die das Material lieferten, die fertige Ware abnahmen und den Lohn festsetzten. 1854 gründeten die Kaufleute Anton und Bernhard Laurenz die Handweberei A. und B. Laurenz an der Bergstraße 58, später weithin als Gebrüder Laurenz bekannt. Unter Leitung der beiden Söhne Hermann (* 1829) und Heinrich (* 1834) trat ein bedeutender wirtschaftlicher Aufschwung ein. Bis 1930 wurden 330 Arbeiter- und Beamtenwohnungen, das Marienhospiz mit Töchterschule und Kindergärten geschaffen. Nach dem Zweiten Weltkrieg, in den 1950er und 1960er Jahren, hatten bei der Firma Gebr. Laurenz an beiden Standorten Ochtrup und Epe über 4000 Mitarbeiter eine Beschäftigung.
Am 1. Oktober 1890 wurde die Gemeinde durch den Zusammenschluss der bisherigen Gemeinden Wigbold Ochtrup und Kirchspiel Ochtrup neu gebildet. Mit Urkunde vom 20. November 1949 erfolgte die Wiederverleihung des Stadtrechts. Am 1. Juli 1969 wurden Langenhorst und Welbergen eingegliedert.

### 21. Jahrhundert
Zwischen dem 25. und 30. November 2005 war die Stadt mehrere Tage komplett, später teilweise ohne Strom und geriet bundesweit in die Schlagzeilen. Auslöser des Stromausfalls war ein massiver Wintereinbruch, bei dem die Hochspannungsleitungen zwischen Gronau und Ochtrup infolge von starkem Schneefall und Winden übermäßig vereisten. Durch das Gewicht hingen die Leitungen bis auf wenige Meter über dem Boden. Dutzende von Strommasten knickten um. Notstromaggregate aus dem gesamten Bundesgebiet wurden von hunderten, freiwilligen Helfern rund um die Uhr betrieben. Trotzdem kam es – vor allem in der tierhaltenden Landwirtschaft sowie durch Produktionsausfall in anderen gewerblichen Betrieben – zu enormen finanziellen Schäden. In den Medien stritten sich der zuständige Energieversorger RWE und unabhängige Fachleute darüber, ob die ausschließlich oberirdisch angelegte Stromversorgung Ochtrups in den Vorjahren angemessen gewartet worden sei. RWE schloss jede Haftung aus, richtete aber einen Hilfsfonds über fünf Millionen Euro für die betroffene Region ein. Bundesweite Medien bezeichneten diesen Vorfall als Münsterländer Schneechaos beziehungsweise den „folgenschwersten Stromausfall der Nachkriegsgeschichte“.

### Einwohnerentwicklung
| Jahr | Ochtrup | Langenhorst | Welbergen | Gesamt |
| ---- | ------- | ----------- | --------- | ------ |
| 1800 | 3.000   |             |           |        |
| 1818 | 3.661   | 223         | 644       | 4.528  |
| 1875 | 4.571   | 354         | 633       | 5.558  |
| 1885 | 5.303   | 411         | 630       | 6.344  |
| 1900 | 6.785   | 502         | 649       | 7.936  |
| 1905 | 7.275   | 576         | 695       | 8.546  |
| 1910 | 7.707   | 559         | 778       | 9.044  |
| 1925 | 8.300   | 555         | 789       | 9.644  |
| 1930 | 8.675   | 657         | 793       | 10.125 |
| 1950 | 12.530  | 862         | 1093      | 14.485 |
| 1961 | 13.207  | 806         | 1023      | 15.036 |
| 1997 | 16.778  | 1131        | 1157      | 19.066 |
| 2006 | 17.697  | 1160        | 1247      | 20.104 |
| 2012 | 17.842  | 1140        | 1299      | 20.281 |
| 2017 |         |             |           | 19.608 |

## Politik

### Stadtrat
Der Ochtruper Stadtrat hat gegenwärtig 34 Mitglieder, die sich auf die einzelnen Parteien so verteilen:
|      | CDU | SPD           | FDP | GRÜNE | FWO1        | ZENTRUM | Gesamt |
| 2004 | 16  | 11 (2008: 10) | 4   | 2     | – (2008: 1) | 1       | 34     |
| 2009 | 12  | 10            | 4   | 2     | 6           | 0       | 34     |
| 2014 | 12  | 12            | 3   | 2     | 5           | 0       | 34     |
| 2020 | 11  | 9             | 2   | 3     | 9           | 0       | 34     |

1FWO: Freie Wähler Ochtrup
Im September 2020 wurde Christa Lenderich (parteilos) mit 64,67 % der Stimmen zur Bürgermeisterin gewählt. Sie setzte sich in der Stichwahl am 27. September 2020 gegen den vorherigen Amtsinhaber Kai Hutzenlaub (SPD) durch.

### Bürgermeister seit 1946
- 1946–1946: Theodor Horstmann
- 1946–1948: Konrad Kirch
- 1948–1961: Hermann Schmale
- 1961–1964: Hermann Pröpsting
- 1964–1969: Robert Nitsche
- 1969–1969: Karl Knapmeyer (von der Landesregierung eingesetzter Beauftragter während der kommunalen Gebietsreform)
- 1969–1976: Robert Nitsche
- 1976–1983: Karl Schmeing
- 1983–1989: Konrad Katerkamp
- 1989–1994: Helmut Hockenbrink
- 1994–1997: Josef Mohring
- 1997–2009: Franz-Josef Melis (hauptamtlich)
- 2009–2020: Kai Hutzenlaub (hauptamtlich)
- seit 2020: Christa Lenderich (hauptamtlich)

### Partnerschaften
Die Stadt Ochtrup unterhält seit 1991 eine Partnerschaft mit der spanischen Stadt Valverde del Camino. Seit dem September 2010 unterhält die Stadt Ochtrup eine weitere Partnerschaft mit der polnischen Stadt Wieluń. Sie ist aus der Schulpartnerschaft des Städtischen Gymnasiums Ochtrup mit dem Liceum Ogólnoksztatace im Tadeusza Kosciuski entstanden. Im September 2011 wurde mit der nordfranzösischen Stadt Estaires die Städtepartnerschaft besiegelt, die gleichfalls aus einer Schulpartnerschaft des Städt. Gymnasiums hervorging. Außerdem wurde bis vor einigen Jahren eine Städtefreundschaft mit dem niederländischen Lichtenvoorde eine (Seniorenbegegnung) gepflegt, die allerdings seit einer Gebietsreform in den Niederlanden, auf Grund derer Lichtenvoorde seine Eigenständigkeit verlor, zum Ruhen gekommen ist.
Neben den städtischen Partnerschaften unterhalten die Schulen Partnerschaften zu Schulen in Europa und den Vereinigten Staaten.
- Städt. Gymnasium:
  - Collège Privé Saint-Robert in Merville/Département Nord/Frankreich
  - North Country Union High School in Newport in Vermont/Vereinigte Staaten,
  - Liceum Ogólnoksztatace im. Tadeusza Kosciuski in Wieluń/Polen
- Städt. Realschule:
  - Collège Privé Saint-Robert in Merville/Frankreich
  - Cotton-Park-College in Enschede/Niederlande

### Flagge und Wappen

Ochtruper Stadtwappen

Das Ochtruper Stadtwappen zeigt in einem roten Feld auf grünem Boden ein silbernes Gotteslamm, das eine silberne Fahne mit rotem Kreuz trägt, links hinter dem Lamm steht eine grüne staudenartige Pflanze. Das beschriebene Symbol ist eine alte Überlieferung aus dem Jahre 1696. Aus diesem Jahr stammt das älteste sich noch im Besitz der Stadt Ochtrup befindliche Siegel mit der Umschrift „Stadt Ochtrup 1696“.
Der Stadt Ochtrup wurde im Jahre 1963 durch das Land Nordrhein-Westfalen die Erlaubnis erteilt, ein Banner und eine Hissflagge zu führen.

## Religionen

### Christentum

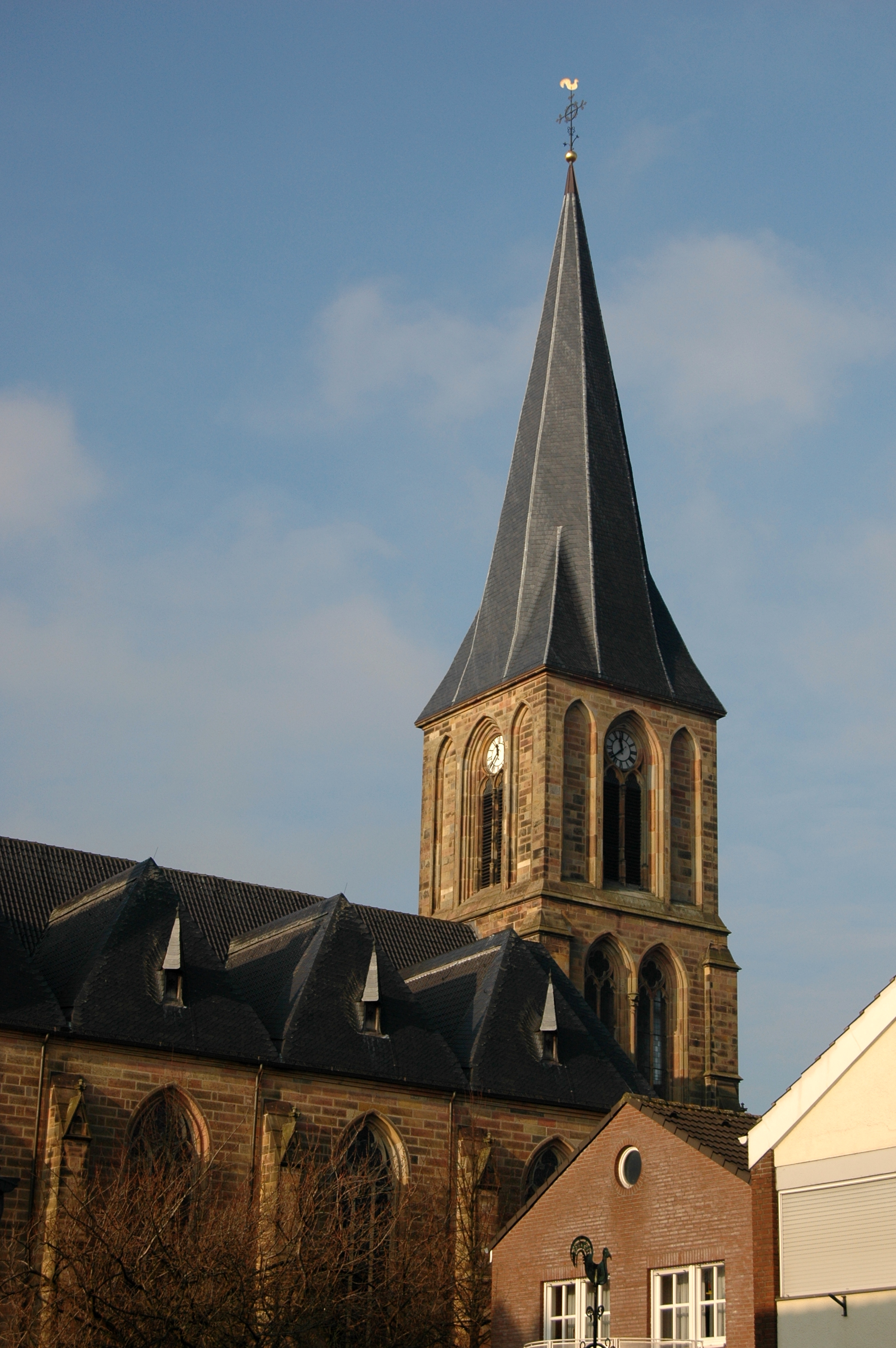
Lambertikirche

Das von der Urpfarre Wettringen abgetrennte Kirchspiel umfasste neben dem Ort Ochtrup die Wester-, Oster- und Weinerbauerschaft. Eine erstmalige urkundliche Erwähnung einer Pfarrei in Ochtrup kommt aus dem Jahre 1203. Der Münsteraner Bischof Hermann II. übertrug in diesem Jahr das Archidiakonat über Ochtrup dem Kloster Langenhorst. Damit wurden die Kirchengemeinden Ochtrup, Wettringen und Langenhorst der Äbtissin des Klosters Langenhorst unterstellt. Die Gemeinde selbst ist aber gewiss schon älter. Während der Christianisierung durch Karl den Großen wurden viele Sachsen ausgesiedelt und schon getaufte Franken angesiedelt vor allem auf den Haupt- und Oberhöfen. Aus dieser Zeit um 850 stammt vermutlich der alte Taufstein in St. Lamberti, der eventuell darauf hinweist, dass diese Kirche seit der Zeit des heiligen Ludgerus auch Taufkirche war. Auch der Patron der Kirche, der heilige Lambertus, könnte ein Hinweis auf eine ältere Datierung sein.
In der zweiten Hälfte des 16. Jahrhunderts verbreitete sich vorübergehend die evangelische Lehre in Ochtrup. Im Jahre 1599 vernichtete ein Stadtbrand 53 Häuser und die Kirche. Die heutige Lambertikirche ist ein Kirchbau im neugotischen Stil, der Ende des 19. Jahrhunderts errichtet wurde.
Durch die starke industrielle Entwicklung Ochtrups seit Ende des 19. Jahrhunderts, sowie durch Zuzug von Flüchtlingen nach 1945 stieg die Katholikenzahl von 6300 im Jahr 1901 bis 1949 auf 11.500 stark an. Dadurch wurde ein zweiter Kirchbau im Süden auf der Horst notwendig. Mit der Errichtung eines seelsorglich selbständigen Pfarrrektorats im Jahr 1953 wurde der südliche Teil der Stadt mit der Weinerbauerschaft von St. Lamberti abgetrennt. Die Erhebung der Marienkirche und des Rektorates zu Pfarrkirche und -gemeinde erfolgte im Jahre 1955.
Am 27. November 2007 fusionierten die bis dahin eigenständigen katholischen Pfarrgemeinden der Stadt Ochtrup, St. Lamberti, St. Marien, St. Johannes (Langenhorst) und St. Dionysius (Welbergen) zur neuen Pfarrgemeinde St. Lambertus. Diese zählt etwa 15.000 Gläubige. Zur Pfarrkirche der neugegründeten Gemeinde wurde die 1873 eingeweihte Lambertikirche bestimmt. Die drei anderen Kirchen wurden zu sogenannten Filialkirchen, in denen weiterhin regelmäßig Gottesdienste stattfinden und in denen auch ein eigenes Gemeindeleben weitergeführt wird.
Weiterhin gibt es in Ochtrup eine evangelische Kirchengemeinde, ein Zusammenschluss der Stadt Ochtrup, der Gemeinde Metelen und der Bauerschaft Brechte. Durch die rasche Entwicklung des Textilunternehmen Laurenz zu einem führenden Unternehmen in Deutschland konnte die Ochtruper Bevölkerung nicht genügend Arbeitskräfte stellen. Aus allen Teilen Deutschlands und den Niederlanden kamen Arbeitskräfte, darunter auch die ersten „Evangelischen“, ins rein katholische Ochtrup zum Arbeiten. Die ersten Gottesdienste wurden in Privatwohnungen, Gastwirtschaften und dem Wartesaal am Bahnhof gefeiert. Erst 1891 baute man ein eigenes Gemeindehaus auf ein Grundstück an der heutigen Bahnhofsstraße. Zum 1. April 1895 erhielt die evangelische Kirchengemeinde von Ochtrup ihre Selbständigkeit. Zuvor wurde sie von der evangelisch-reformierten Gemeinde in Gronau betreut. Am 3. September 1911 fand die Grundsteinlegung für den ersten Kirchbau statt. Dieser konnte nach dreijähriger Bauzeit am 29. Juni 1913 feierlich eingeweiht werden. Zunächst blieb die Kirche ohne Turm. Erst 1933 folgte der noch heute bestehende Turm mit drei Glocken. In den 1930er-Jahren schrumpfte die evangelische Gemeinde infolge der schlechten Verdienstmöglichkeiten. Die Pfarrstelle wurde 1928 wieder nach Gronau verlegt. Nach Ochtrup wurde ein ständiger Hilfsprediger entsandt, eine begrenzte Selbständigkeit blieb aber. Nach dem Zweiten Weltkrieg wuchs die Gemeinde durch Kriegsvertriebene, vor allem aus Schlesien, auf etwa 2500 Menschen an. Dadurch erhielt die Ochtruper Gemeinde wieder ihre vollständige Selbständigkeit. Der Kirchbau wurde 1953 erweitert, so entstand auf der linken Seite ein neues Seitenschiff und eine Sakristei.
In Ochtrup gibt es folgende Kirchen:
- katholische Pfarrgemeinde St. Lambertus bestehend aus:
  - St. Lamberti (katholisch – Pfarrkirche, Stadtmitte)
  - St. Marien (katholisch – Filialkirche, Stadtmitte)
  - St. Johannes Baptist (katholisch – Filialkirche, Langenhorst)
  - St. Dionysius (katholisch – Filialkirche, Welbergen)

- Evangelische Kirche (evangelisch, Stadtmitte)

### Judentum

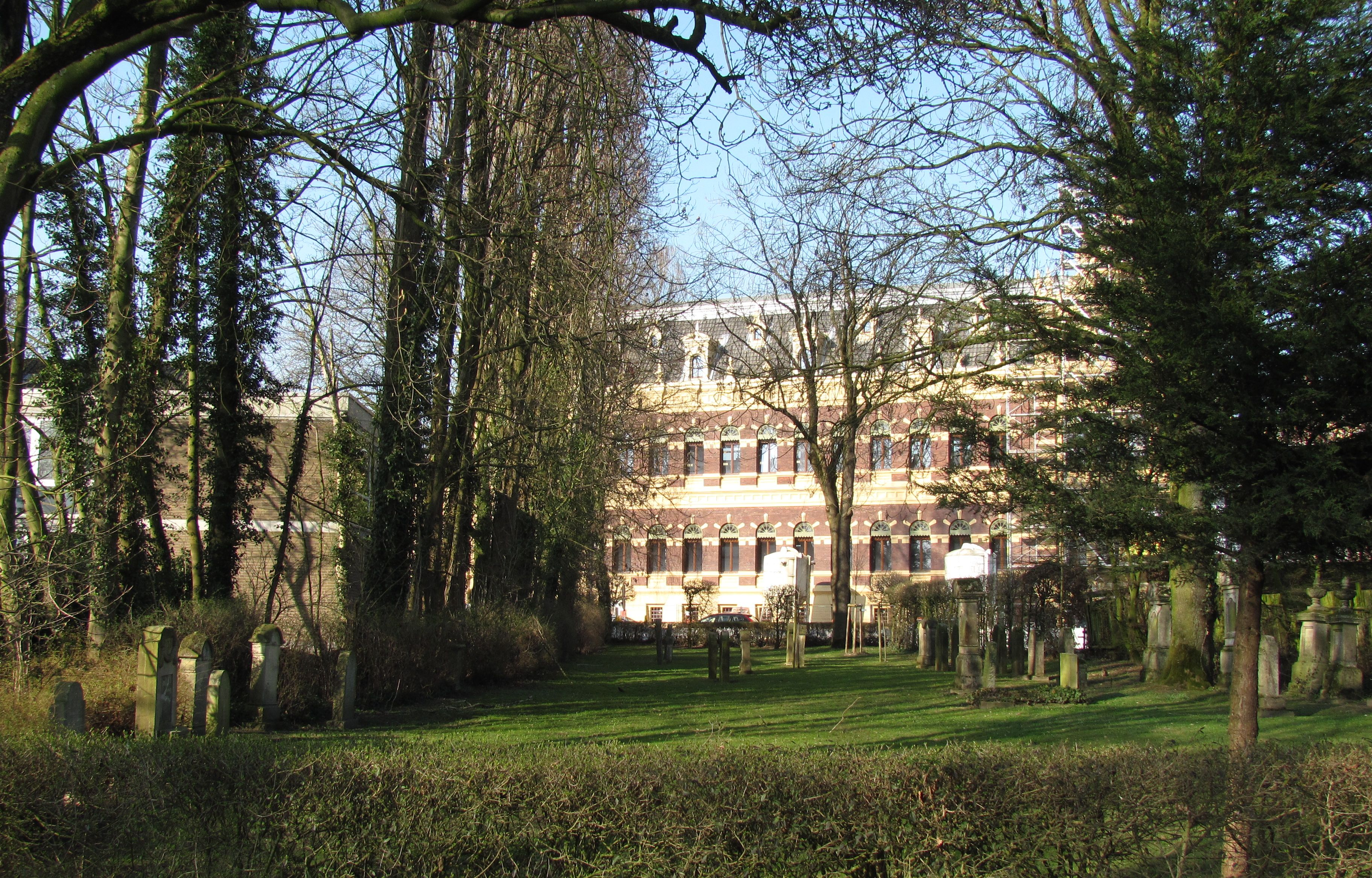
Jüdischer Friedhof in Ochtrup

Bis 1938 besaß auch die Stadt Ochtrup eine kleine jüdische Gemeinde mit einem eigenen Bethaus. Dies befand sich im Erdgeschoss eines Wohnhauses am Kniepenkamp. Unter der Herrschaft der Nationalsozialisten kam es auch in Ochtrup zur Flucht, Vertreibung und Ermordung fast aller Juden. Durch einen Brandanschlag in der Reichspogromnacht 1938 wurde das Bethaus völlig verwüstet. Daran erinnert heute ein Gedenkstein. Außerdem befindet sich an der Hellstiege der jüdische Friedhof. Der älteste Grabstein ist dort auf das Jahr 1824 datiert. Die letzte Beisetzung fand auf diesem Friedhof 1990 statt.

## Kultur und Sehenswürdigkeiten

### Stolpersteine
Seit August 2007 erinnern so genannte „Stolpersteine“ im Stadtkern von Ochtrup an die Familien, die vom Nazi-Regime verfolgt und deportiert und schließlich zu Tode gekommen waren. Die Steine verlegte der Kölner Bildhauer Gunter Demnig, der ähnliche Projekte bereits in mehr als 50 anderen Städten betreut.
Das Geld für die Steine ist von Ochtruper Bürgern. In die Messingtafel des Steins werden die Worte „Hier wohnte“ und darunter Name, Jahrgang und Schicksal der betreffenden Person eingestanzt. Solcherart unauslöschlich gemacht, erinnert die Schrift dauerhaft an Verfolgte des Nazi-Regimes, die aufgrund ihrer Herkunft, Religion, sexuellen Orientierung oder politischen Gesinnung ihr Leben verloren.

### Museen

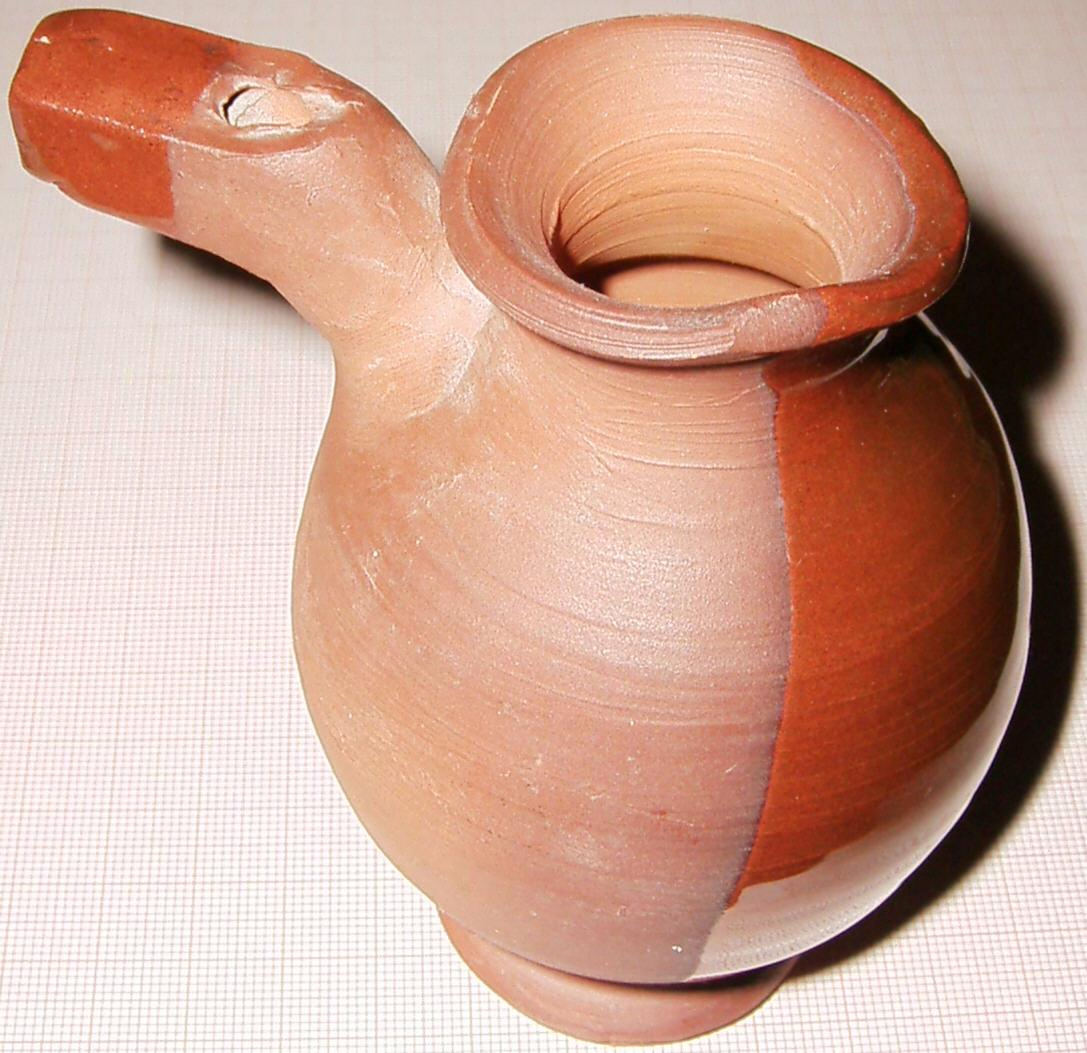
Ochtruper Nachtigall

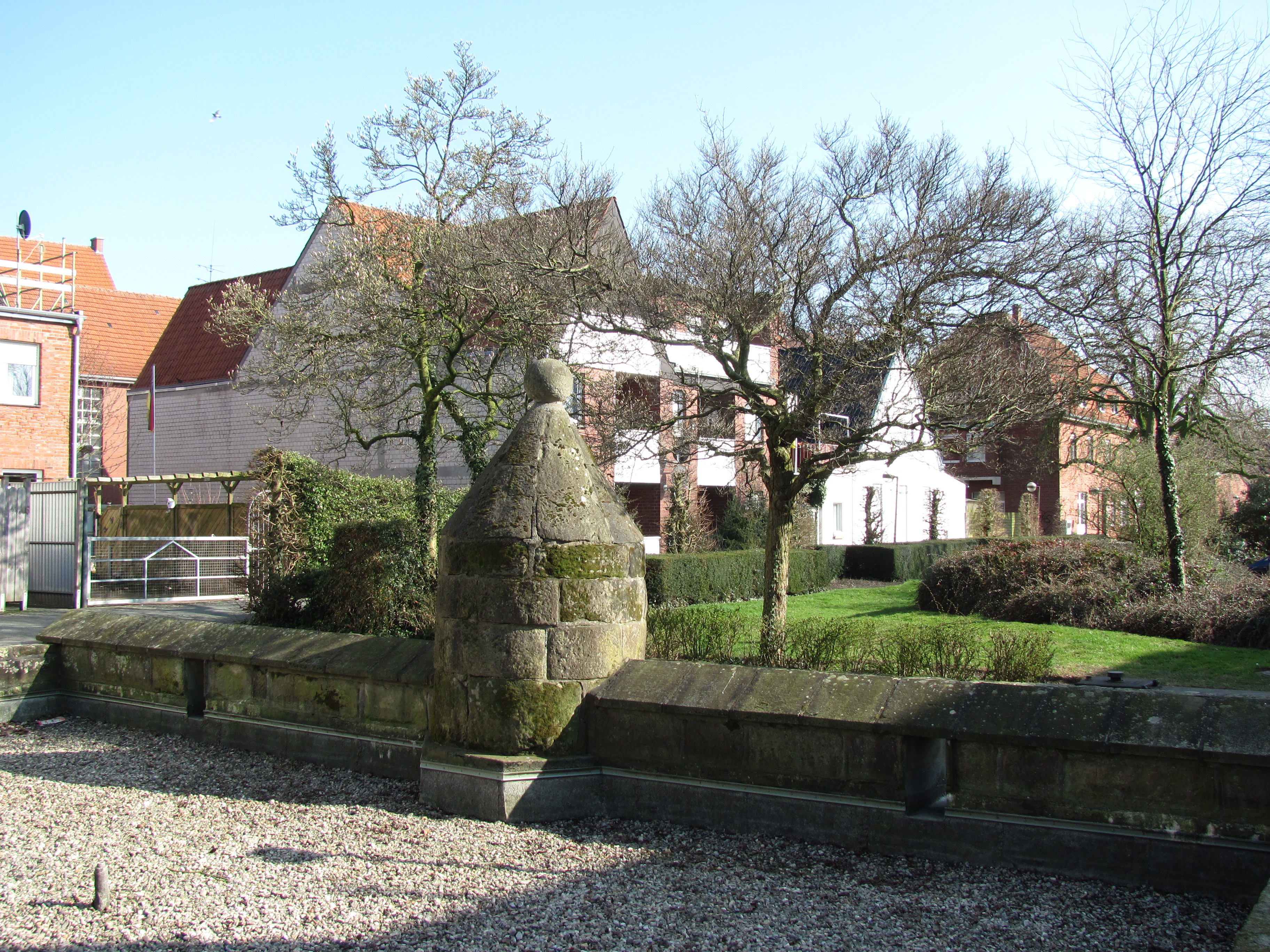
Westwall mit Stüwwenkopp

- Töpfereimuseum[9]

Eine seit Jahrhunderten weithin bekannte und besondere Töpferware ist die Ochtruper Nachtigall. Mit dieser Gefäßflöte lassen sich Töne erzeugen, die dem Gezwitscher von Singvögeln ähneln.
- Puppen- und Spielzeugmuseum

### Historische Bauwerke
Zahlreiche Bauwerke sind über das gesamte Stadtgebiet Ochtrups verteilt. Sie spiegeln eine lange geschichtliche Entwicklung der einstigen Töpfer- und Textilstadt wider.

#### Villa Winkel
Die Villa wurde 1899 zur Zeit des Historismus im niederländischen Renaissancestil nach Plänen des Architekten Hubert Holtmann für Anton Laurenz erbaut. Das Gebäude diente nicht nur der Industriellenfamilie Laurenz als Wohnhaus, sondern auch zur Unterbringung von Geschäftspartnern und Gästen der Firma Gebrüder Laurenz. Auffallend sind besonders die aufwendigen und großen Jugendstilfenster und der Wintergarten. Die Villa ist von einer elf Hektar großen Parkanlage mit wertvollem Baumbestand umgeben. Das Gelände wurde 1969 von der Stadt Ochtrup erworben. Der Park ist für die Ochtruper Bevölkerung heute frei zugänglich und dient als innerstädtisches Erholungszentrum. Die Villa beherbergt heute die Geschäftsstelle der Volkshochschule und eine Altenbegegnungsstätte.

#### Ehemaliges Amtshaus
Der Platzmangel im Weichbild war sicherlich die Ursache dafür, dass das Amthaus (Rathaus) nicht im Zentrum, sondern am Bülttor der Stadt Ochtrup gebaut wurde. Das Gebäude wurde 1898 im Neorenaissance- und niederländischem Stil erbaut. Der erste Chef der Verwaltung war damals Amtmann Schumann. Heute verfällt das an der Bültstraße 19 liegende ehemalige Amtshaus.

#### Stüwwenkopp
Der als Staumauer dienende Wasserbär, wird in Ochtrup Stüwwenkopp genannt. Er ist der letzte bauliche Rest der Ochtruper Stadtbefestigung von 1593. Heute befindet er sich, umgeben von einer Brunnenanlage, auf dem städtischen Westwall.

#### Marienkirche
Die vom bedeutenden Architekten Dominikus Böhm entworfene katholische Kirche St. Mariae Himmelfahrt der einst selbstständigen Gemeinde St. Marien entstand in den Jahren 1952/1953. Ihre Kirchenfenster wurden vom über Ochtrup hinaus bekannten Künstler Hubertus Brouwer gestaltet. Ihr Inneres ist geprägt von einem einzigartigen Zeltcharakter. Das Äußere des im Volksmund Marienkirche genannten Gebäudes steht unter Denkmalschutz.

#### Beltman-Bau

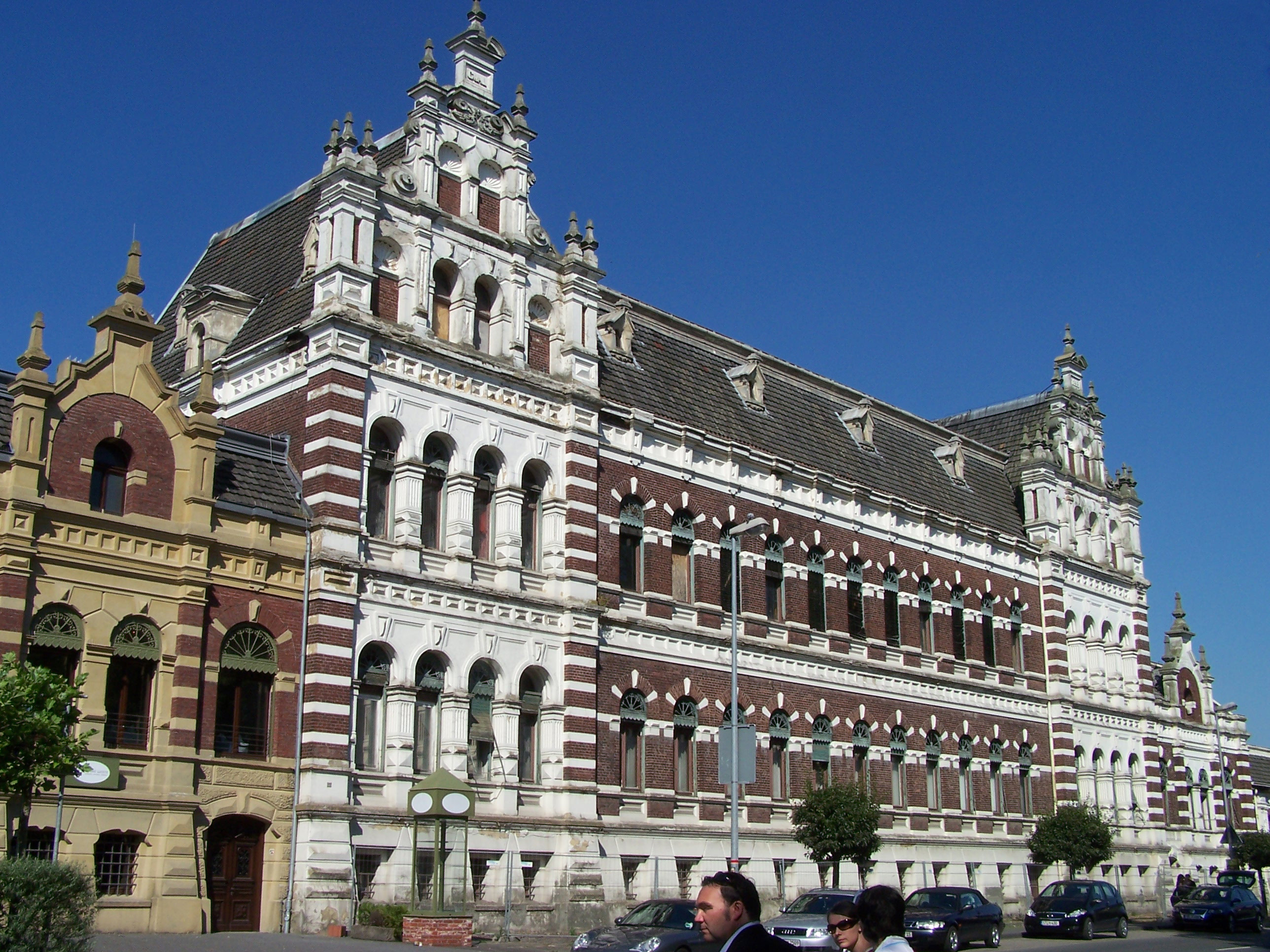
Beltman-Bau

Der Beltman-Bau ist das ehemalige Verwaltungsgebäude der Firma Laurenz (Textilwerke) und wurde 1893 nach dem Entwurf des niederländischen Architekten Gerrit Beltman aus Enschede in Anlehnung an Schlossbauten der niederländischen Renaissance geplant und erbaut.
Das Gebäude verlor jedoch seinen Nutzen, nachdem die Firma van Delden den Textilbetrieb übernommen hat, seitdem wurde dieses Gebäude nur noch gering genutzt. Der jetzige Eigentümer ist die Hütten Holding, die das Gebäude saniert und in ihrem DOC (ehemals EOC und FOC) integriert hat. Fertigstellung und Eröffnung des FOC war der 30. August 2012. Der Beltman-Bau gilt als wichtiges Beispiel für den Historismus und steht unter Denkmalschutz. In dem zur Zeit der Firma van Delden als Warenspeicher genutzten Turm des Gebäudes befindet sich das Informationszentrum des Shopping-Centers.

#### Böhm’scher Rundbau
Der Böhm’sche Rundbau wurde vom Beginn der Firmengeschichte der Firma Laurenz bis zum Jahre 2001 als Lagergebäude für Textilien genutzt. Er wurde vom Kölner Architekten Dominikus Böhm im Jahr 1942 errichtet. Nach 2001 wurde der Böhm’sche Rundbau in einen Outlet-Store umkonzipiert. Der Böhm’sche Rundbau ist denkmalgeschützt und steht als markantes Merkmal für die Stadt Ochtrup (in Verbindung mit dem Beltman-Bau).

### Weitere historische Bauwerke
- Bergwindmühle am Freibad

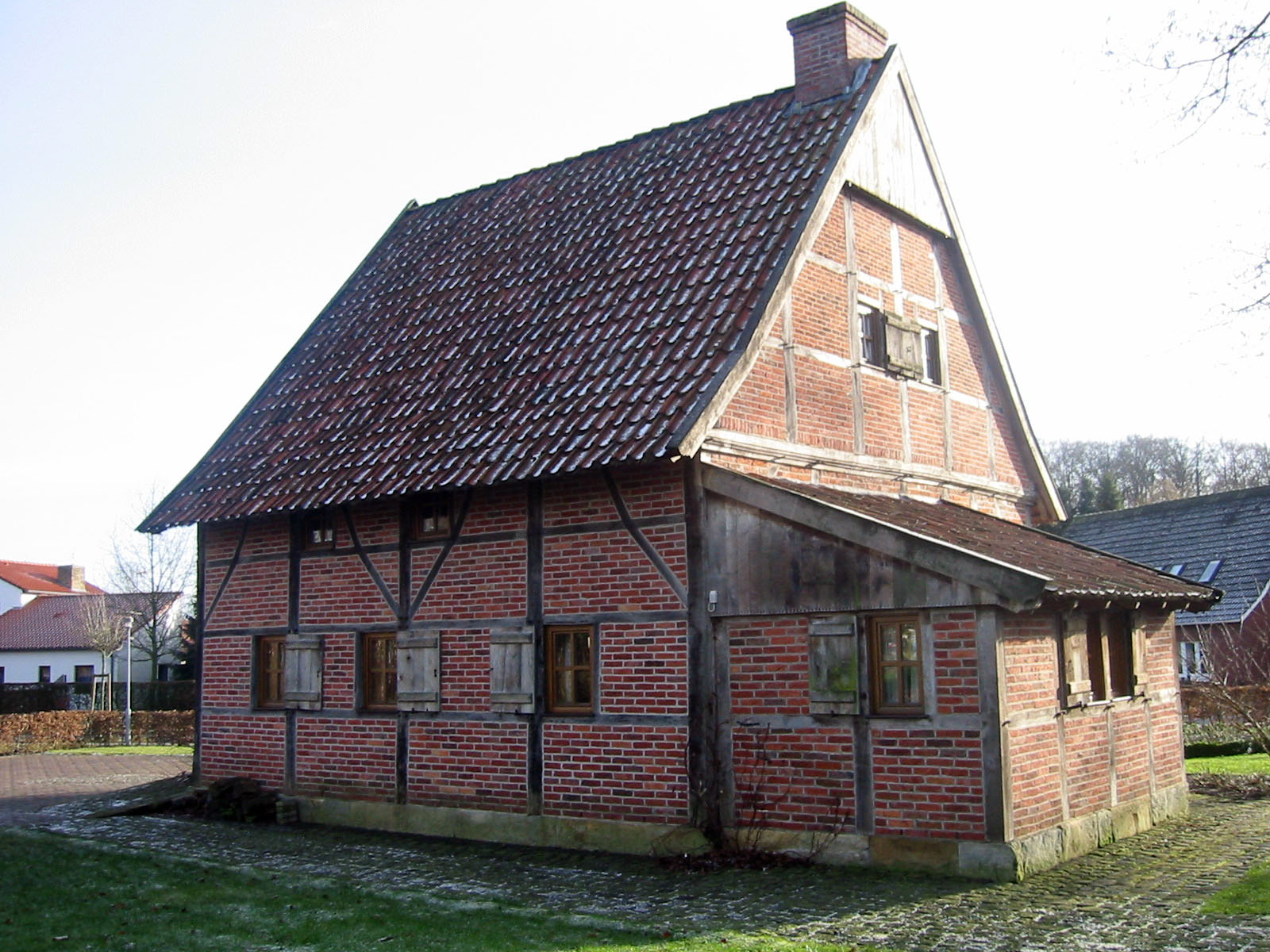
Spieker in Langenhorst

- Stiftskirche St. Johannes Langenhorst
- Alter Speicher in Langenhorst (Spieker)
- Alte Kirche Welbergen
- Haus Welbergen
- ehem. Amtssparkasse (heute Rathaus)
- ehem. Marienhospiz (später Gymnasium, jetzt Wohnhaus)
- ehem. Rektoratsschule (Professor-Gärtner-Str.)

### Bodendenkmäler
- Steinbruch Weiner Esch

### Gärten und Parks
- Stadtpark, einschließlich Villa Winkel, Minigolfanlage und Bienenhaus[14]
- Garten der Villa Weiner von Hermann Laurenz (Gut Lüttinghaus, 2 km südlich von Ochtrup, Weinerbauerschaft)[15]
- Park um das Haus Welbergen (1,5 km südlich von Welbergen)[16]

### Sport
In Ochtrup gibt es mehrere Sportvereine, die ein breit gefächertes Sportangebot bieten. Zu den größten Vereinen zählen:
- Arminia Ochtrup
- SpVgg Langenhorst-Welbergen
- FC Schwarz-Weiß Weiner
- FC Lau Brechte
- RuF Ochtrup
- RSCO Radsportclub Ochtrup
- TC Ochtrup 1928
- FSV Ochtrup
- Paddys Dartclub Ochtrup

Sie bieten verschiedene sportliche Aktivitäten, wie Handball, Fußball, Basketball, Tischtennis, Volleyball, Badminton, Steeldart, Schwimmsport und noch vieles mehr, für Kinder, Jugendliche und Erwachsene an.
Der Schachklub Ochtrup als kleiner eigenständiger Verein spielte unter anderem viele Jahre in der Jugend-NRW-Liga und brachte den deutschen U-15-Meister 1981 Jochen Jakob Steil hervor.

### Regelmäßige Veranstaltungen

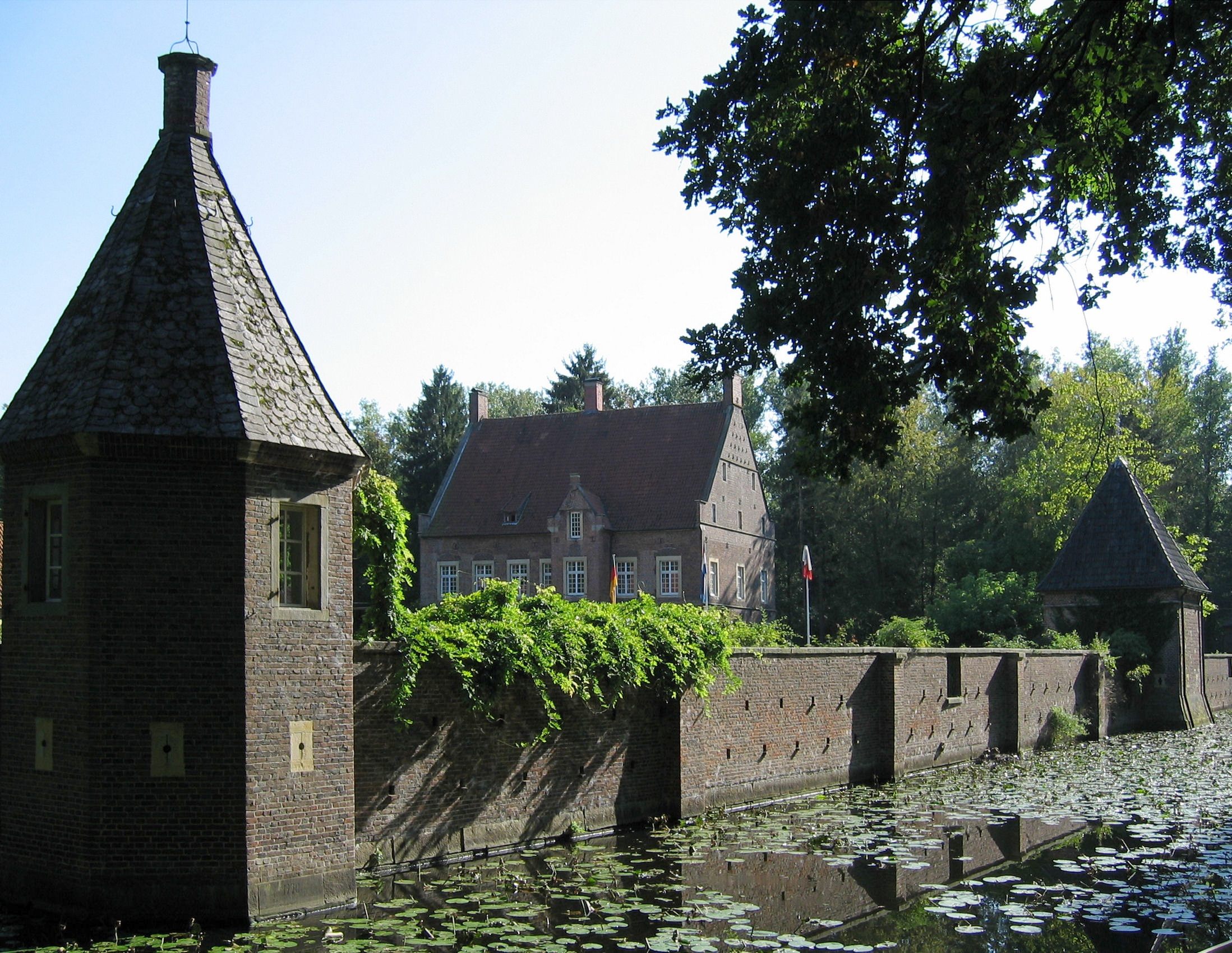
Wasserburg Haus Welbergen

- Rosenmontagsumzug
 Seit 1969 gibt es in Ochtrup einen Kinderrosenmontagsumzug. Organisator ist der Förderkreis Kinderkarneval Ochtrup e. V.[17] Das Kinderdreigestirn wird in jedem Jahr von einem anderen Schützenverein bzw. Karnevalsverein gestellt. Etwa 35.000 Menschen kommen am Rosenmontag nach Ochtrup. In Ochtrup spielt Karneval eine große Rolle und daher gibt es in Ochtrup zwei Karnevalsvereine.
- Schützenfeste
 Die Tradition des Schützenwesens wird in Ochtrup gepflegt. So existieren in Ochtrup 15 Schützenvereine auf die Stadtgebiete und Ortsteile verteilt.
- Frühjahrskirmes (letztes Wochenende im April)
- Kinderflohmarkt
- Ochtruper Nightlight
- Leinewebersonntag (seit 2011)
- Töpfermarkt
- Herbstkirmes (3. Sonntag im August)
- Pottbäckermarkt
- Weihnachtsmarkt
- Silvesterlauf
- Burning Roads, eine Radsportveranstaltung

## Wirtschaft und Infrastruktur
Die Stadt Ochtrup war seit dem 16. Jahrhundert eine Töpferstadt von besonderem Wert für die Region. Seit dem Ende des 18. Jahrhunderts siedelte sich ebenfalls die Textilindustrie an. Die erste Weberei der angesehenen Ochtruper Familie Laurenz, die 1854 gegründet wurde, existierte noch bis ins Jahr 2011 unter dem Namen „Ochtruper Textilveredlung“ (OTV). Die denkmalgeschützten Produktionshallen des Unternehmens werden seit dem 16. April 2004 als Einkaufszentrum für Textilien genutzt.
In Ochtrup ist die Volksbank Ochtrup ansässig. In Ochtrup gibt es an der Laurenzstraße das Designer Outlet Ochtrup mit einer Fläche von über 11.500 m², das für überregionale Besucherströme in der Kleinstadt sorgt (aktuell mehr als 1 Million Besucher pro Jahr).

### Verkehr

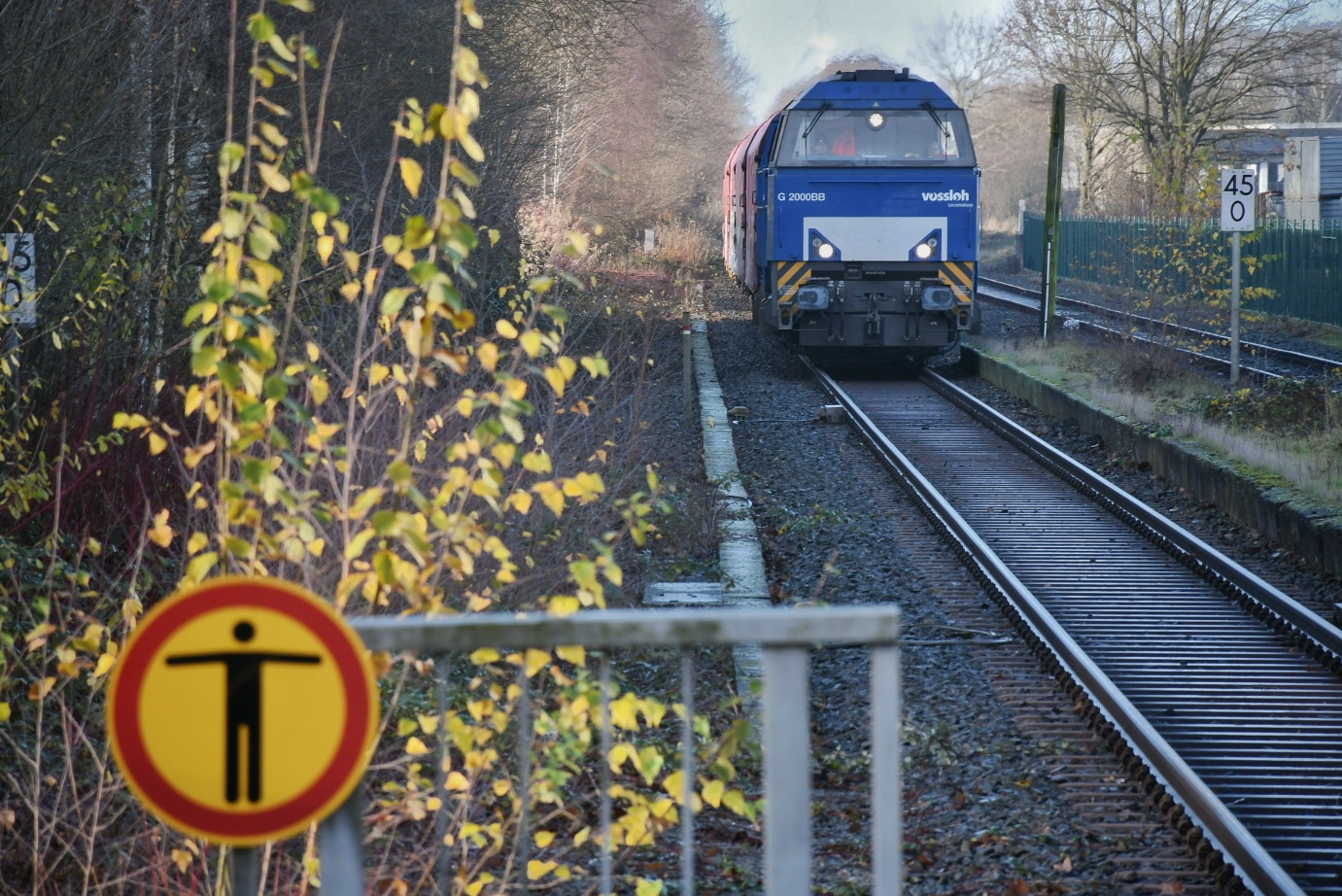
Güterzug am Bahnhof Ochtrup

Ochtrup liegt im Länderdreieck Nordrhein-Westfalen, Niederlande und Niedersachsen und im Schnittpunkt der Bundesautobahnen 31 und 30 sowie der B 54 / B 403 und befindet sich in der Nähe des Dortmund-Ems-Kanals Rheine und des Kanalhafens Enschede (Twentekanal). Der nächste internationale Flughafen befindet sich in Greven (Flughafen Münster/Osnabrück).
Der Bahnhof Ochtrup liegt an der 1875 eröffneten Bahnstrecke Münster–Enschede; dort hält die RB 64. Diese Strecke wird von DB Regio NRW mit Talent-Triebzügen täglich im Stundentakt befahren.
| Linie | Verlauf | Takt   |
| ----- | --- | ------ |
| RB 64 | Euregio-Bahn: Enschede – Enschede De Eschmarke – Glanerbrug – Gronau (Westf) – Ochtrup – Metelen Land – Steinfurt-Burgsteinfurt – Steinfurt-Grottenkamp – Steinfurt-Borghorst – Nordwalde – Altenberge – Münster-Häger – Münster Zentrum Nord – Münster (Westf) Hbf Stand: Fahrplanwechsel Dezember 2021 | 60 min |

Die nach 1969 abgebaute Bahnstrecke Ochtrup–Rheine wurde 1905 eingeweiht und führte über Rheine – Wadelheim – Neuenkirchen – Maxhafen – Wettringen – Welbergen – Langenhorst nach Ochtrup. Diese Streckenführung ist noch heute gut aus der Luft zu erkennen und wird teilweise als Bahntrassenradweg genutzt.

### Ansässige Unternehmen
In Ochtrup gibt es ein Factory-Outlet-Center, das jährlich mehr als eine Million Besucher anlockt. Außerdem sind das Großhandelsunternehmen GGM Gastro sowie der Hersteller von Thermoformteilen Wischemann Kunststoff in Ochtrup ansässig.

### Bildung

#### Grundschulen
- Lambertischule
- Marienschule
- Von-Galen-Schule

#### Weiterführende Schulen
- Städtische Hauptschule
- Städtische Realschule
- Städtisches Gymnasium

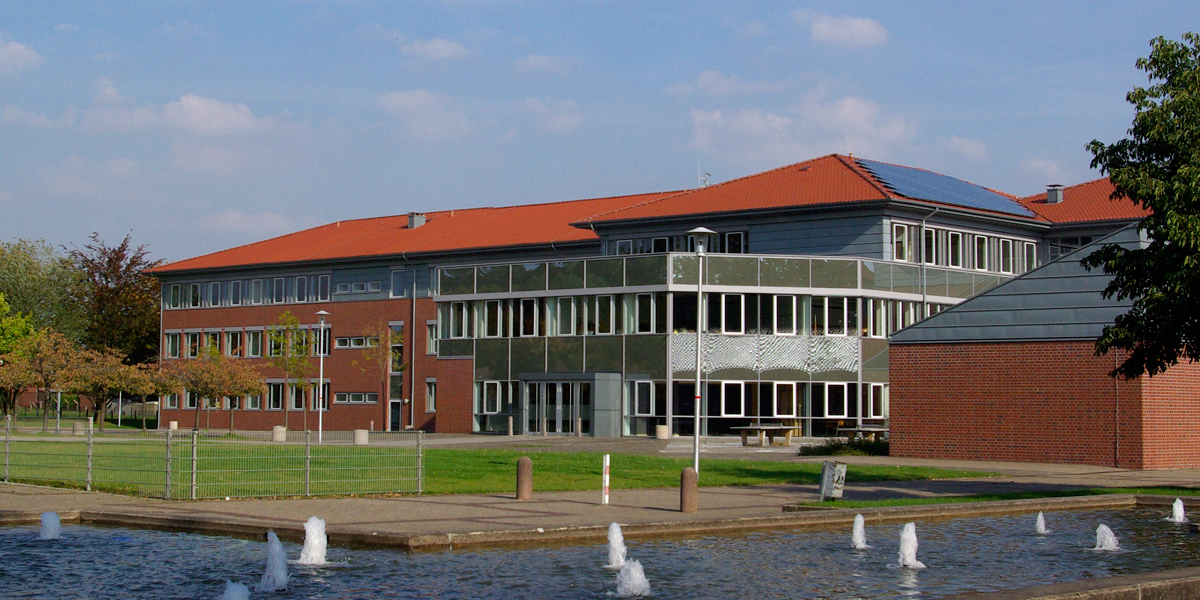
Städtisches Gymnasium

- Pestalozzischule (Förderschule, ab 2016 ausgelaufen)

#### Sonstige Schulen
- Volkshochschule (VHS)
- Musikschule

### Freizeit- und Sportanlagen
Das Ochtruper Bergfreibad von 1936 liegt auf dem Ochtruper Berg, umgeben von einem alten Baumbestand. Das Freibad wurde in der Saison 2019 komplett durch die Stadtwerke Ochtrup als Betriebsinhaber saniert und öffnete im November 2019 für drei Tage zu einem „Winterschwimmen“. Das neu errichtete Edelstahlbecken verfügt über 50-m-Bahnen, 25-m-Bahnen, ein angeschlossenes Nichtschwimmer-Becken, eine Rutsche und eine Sprunganlage mit 1-m- und 3-m-Sprungbrett und einem 5-m-Turm. Des Weiteren stehen ein separates beschattetes Kinderplanschbecken und zwei Beachvolleyballfelder zur Verfügung. Die Badesaison läuft von Anfang Mai bis Mitte September eines jeden Jahres.
Der 2018 gegründete FSV Ochtrup, der aus der Fußballabteilung des SC Arminia Ochtrup hervorging, trägt seine Heimspiele im Intersport-Stadion aus, der FC Schwarz-Weiß Weiner spielt im Sparkassen-Park südlich von Ochtrup und der FC Lau-Brechte spielt auf dem Volksbank-Sportplatz Wester während die SpVgg Langehorst-Welbergen ihre Heimspiele im Vechtestadion austrägt. Als Ausweichplatz dient das Stadion Alte Maate.

## Persönlichkeiten

### Ehrenbürger
- August Gärtner (1848–1934), Hygieniker und Hochschullehrer
- Heinrich Christoph Hermann Maria Laurenz (1903–1981), Fabrikant, seit 20. Januar 1953
- Hermann Scheipers (1913–2016), seit 28. Juli 2013

### Söhne und Töchter der Stadt
- Wili Arlt (Künstler) (* 26. April 1954), deutscher Bildhauer
- Nelson Gonçalves da Costa (* 13. August 1982), ehemaliger Fußballspieler beim FC Twente Enschede
- Lukas Frenkert (* 19. Juli 2000), Fußballspieler
- August Anton Hieronymus Gärtner (* 18. April 1848; † 21. Dezember 1934), deutscher Mediziner/Mikrobiologe
- Gustav Gärtner (* 22. August 1850; † 27. Februar 1929), Landrat und Regierungsrat
- Björn Harich (* 2. Februar 1976), deutscher Jurist und Richter am Bundessozialgericht
- Johann Theodor Katerkamp (* 17. Januar 1764; † 9. Juni 1834), deutscher Theologe
- Bernhard Kock (* 14. März 1885; † 2. November 1973), Philologe
- Stephan Krass (* 9. September 1951), Rundfunkredakteur und Schriftsteller
- William „Bill“ Loewenberg (* 26. April 1926; † 2. April 2011), amerikanischer Schriftsteller jüdischen Glaubens und Menschenfreund
- Guido Möllering (* 21. Januar 1972), Wirtschaftswissenschaftler
- Hermann Naber (* 17. Juni 1933; † 25. Januar 2012), deutscher Hörspieldramaturg und -regisseur
- Benny Nibbrig (* 19. Juli 1990), Volleyball- und Beachvolleyballspieler
- Mark Poepping (* 13. November 1974), Regisseur
- Alfred Post (* 20. August 1926; † 7. März 2013), ehemaliger deutscher Fußballspieler und Olympiateilnehmer
- Philip Röhe (* 25. April 1994), Fußballspieler
- Msgr. Hermann Scheipers (* 24. Juli 1913; † 2. Juni 2016), Priester und KZ-Überlebender und seine Zwillingsschwester Anna Schweppe (* 24. Juli 1913; † 8. Dezember 2007)
- Sabine Scho (* 1. September 1970), Lyrikerin und Performerin
- Paul Schomann (* 30. Juni 1951), Bundestrainer der deutschen Futsalnationalmannschaft
- Manuela Schultealbert, geb. Schlamann (* 15. Januar 1973), deutsche Fußballnationalspielerin
- Josef de Vries (* 3. Januar 1898; † 26. Dezember 1989), Jesuit und Philosoph
- Gerrit Wegkamp (* 13. April 1993), Fußballspieler
- Paul Weßels (* 12. November 1957), Historiker

### Personen in Verbindung mit Ochtrup
- Jan Chorushij deutscher Fußballspieler beim VfL Osnabrück; wuchs in Ochtrup auf
- Bernd Düker (* 1. April 1992), deutscher Fußballspieler beim VfL Osnabrück; wuchs in Ochtrup auf